# شبگرد (فیلم ۱۴۰۰)
شبگرد  فیلمی به کارگردانی فرزاد مؤتمن و به نویسندگی امیرحسین دواتگر محصول سال ۱۴۰۰ است. این فیلم سال در سال ۱۴۰۰ ساخته شده است و در آذر ۱۴۰۱ نیز موفق به اخذ پروانه نمایش شده است.

## بازیگران
- امیر آقایی
- احسان امانی
- روشنک گرامی
- یاسر جعفری
- مهشید افشارزاده
- امیرحسین فتحی